# Tinea hongorella
Tinea hongorella is een vlinder uit de familie van de echte motten (Tineidae). De wetenschappelijke naam van de soort werd in 1975 gepubliceerd door Aleksei Konstantinovich Zagulajev. Hij beschreef de soort van Mongolië.